# Profvoetballer van het Jaar 1993
Het gala van de Profvoetballer van het Jaar 1993 werd georganiseerd op 16 mei 1993 in Brussel. Pär Zetterberg, die door RSC Anderlecht aan Sporting Charleroi werd verhuurd, won de Belgische voetbaltrofee voor het eerst.

## Winnaars
In het seizoen 1992/93 werd Pär Zetterberg voor het tweede jaar op rij door RSC Anderlecht uitgeleend aan Sporting Charleroi. De Zweedse middenvelder groeide bij de Zebra's uit tot een sterkhouder en schakelde op weg naar de bekerfinale, die Charleroi uiteindelijk zou verliezen van Standard Luik, onder meer Anderlecht uit. Ook op de laatste speeldag van de competitie wonnen de Henegouwers van landskampioen Anderlecht. Enkele uren later werd Zetterberg voor de eerste keer in zijn carrière uitgeroepen tot Profvoetballer van het Jaar. Na het seizoen 1992/93 keerde de Zweed terug naar Anderlecht.
Walter Meeuws, die een jaar eerder nog tweede was geworden in de verkiezing van Trainer van het Jaar, ging in 1993 wel aan de haal met de prijs. De 42-jarige trainer bereikte met Antwerp FC de finale van de Europacup II, ondanks heel wat strubbelingen binnen de club en een dispuut met voorzitter Eddy Wauters. Na het seizoen 1992/93 ruilde de trainer Antwerp in voor AA Gent.
Michaël Goossens brak in het seizoen 1992/93 door bij Standard Luik. De 19-jarige aanvaller was goed voor zeven doelpunten en werd met Standard niet alleen vicekampioen maar ook bekerwinnaar. Hij werd de eerste speler van de Rouches die verkozen werd tot Jonge Profvoetballer van het Jaar.
Hoewel Club Brugge in het seizoen 1992/93 geen prijs wist te veroveren, wist doelman Dany Verlinden zich meermaals in de kijker te spelen. De 30-jarige keeper met de kleine gestalte werd in 1993 voor de eerste keer opgeroepen voor de nationale ploeg en werd voor de eerste keer in zijn carrière verkozen tot Keeper van het Jaar.
Alphonse Constantin kreeg voor het tweede jaar op rij de prijs voor Scheidsrechter van het Jaar.

## Uitslag

### Profvoetballer van het Jaar
| Nr. | Land            | Winnaar        | Club               |
| --- | --------------- | -------------- | ------------------ |
| 1.  | Vlag van Zweden | Pär Zetterberg | Sporting Charleroi |

### Keeper van het Jaar
| Nr. | Land            | Winnaar        | Club        |
| --- | --------------- | -------------- | ----------- |
| 1.  | Vlag van België | Dany Verlinden | Club Brugge |

### Trainer van het Jaar
| Nr. | Land            | Winnaar       | Club       |
| --- | --------------- | ------------- | ---------- |
| 1.  | Vlag van België | Walter Meeuws | Antwerp FC |

### Jonge Profvoetballer van het Jaar
| Nr. | Land            | Winnaar          | Club          |
| --- | --------------- | ---------------- | ------------- |
| 1.  | Vlag van België | Michaël Goossens | Standard Luik |

### Scheidsrechter van het Jaar
| Nr. | Land            | Winnaar             |
| --- | --------------- | ------------------- |
| 1.  | Vlag van België | Alphonse Constantin |